# Калужный, Радослав
Радослав Калужный (пол. Radosław Kałużny; род. 2 февраля 1974, Гура, Нижнесилезское воеводство) — польский футболист, полузащитник.
Прежде всего известен выступлениями за клубы «Заглембе» (Любин), «Висла» (Краков) и «Байер 04», а также национальную сборную Польши.

## Биография

### Клубная карьера
Во взрослом футболе дебютировал в 1991 году выступлениями за команду клуба «Заглембе» (Любин), в которой провел семь сезонов, приняв участие в 162 матчах чемпионата. Большинство времени, проведенного в составе любинского «Заглембе», был основным игроком команды.
Своей игрой за эту команду привлек внимание представителей тренерского штаба клуба «Висла» (Краков), к составу которого присоединился в 1998 году. Сыграл за команду из Кракова следующие три сезона своей игровой карьеры. Играя в составе краковской «Вислы» тоже в основном выходил на поле в основном составе команды.
В течение 2001—2003 годов защищал цвета команды клуба «Энерги».
В 2003 году заключил контракт с клубом «Байер 04», в составе которого провел следующие два года своей карьеры игрока, не сумев, впрочем, стать игроком основного состава леверкузенцев.
Впоследствии с 2005 по 2008 год играл в составе команд клубов «Рот Вайс» (Эссен), «Рот Вайс» (Ален), «Аполлон» и «Ягеллония».
Завершил профессиональную игровую карьеру в нижнелиговом клубе «Хробры» (Глогув), за команду которого выступал в 2010 году.

### Карьера в сборной
В 1997 году дебютировал в официальных матчах в составе национальной сборной Польши. На протяжении карьеры в национальной команде, которая длилась 9 лет, провел в форме главной команды страны 41 матч, забив 11 голов.
В составе сборной был участником чемпионата мира 2002 года в Японии и Южной Корее.

## Достижения
- Чемпион Польши (2): 1998/99, 2000/01
- Кубок Экстраклассы: 2001